# Víctor Francos Díaz
Víctor Francos Díaz (Cerdanyola del Vallès, 1979) és un polític català, afiliat al Partit dels Socialistes de Catalunya. Entre juny i desembre de 2023 fou secretari d'Estat d'Esports i del Consell Superior d'Esports.

## Biografia
Nascut a Cerdanyola del Vallès, va estudiar Dret a la Universitat Autònoma de Barcelona i va fer un postgrau d'estudis jurídics a la mateixa universitat. Posteriorment va fer recerca a la universitat i va treballar al sector privat, fundant el bufet Fides Abogados y Consultores.
Com a polític, fou el primer secretari de les Joventuts Socialistes de Catalunya a principis dels 2000, formant part de l'executiva del PSC en l'etapa de Montilla i Pasqual Maragall. Fou regidor de l'Ajuntament de Cerdanyola del Vallès entre 2011 i 2020.
Home de partit, ha format part de diversos gabinets i ha treballat com assessor parlamentari, assessor de la Diputació de Barcelona i cap de gabinet en l'etapa de Pere Navarro.
Entre 2018 i 2019 fou director del Parc Tecnològic del Vallès i entre 2019 i 2020 va formar part de l'equip directiu del Consorci de la Zona Franca de Barcelona.
El 2020 va ser nomenat cap de gabinet de Salvador Illa quan aquest era Ministre de Sanitat, i fou el codirector de campanya a les eleccions al Parlament de Catalunya de 2021.
El 2021 fou nomenat secretari d'Estat de Política Territorial i Funció Pública, sent la mà dreta del Ministeri dirigit per Miquel Iceta. Quan Iceta fou nomenat Ministre de Cultura i Esport, Francos fou nomenat sigut secretari d'Estat per a l'Esport. El juny de 2023 fou nomenat president del Consell Superior d'Esports (CSD). Va reemplaçar a José Manuel Franco, que va deixar el càrrec per a presentar-se al Senat a les eleccions generals de 2023. Durant el seu mandat, va gestionar la crisi a la Federació espanyola de futbol arran del cas Jennifer Hermoso. Va dimitir al desembre del mateix any, al·legant raons professionals.